# Metastelma mexicanum
Metastelma mexicanum là một loài thực vật có hoa trong họ La bố ma. Loài này được (Brandegee) Fishbein & R.A. Levin mô tả khoa học đầu tiên năm 1997.